# 中洋村
23°31′36.6″N 120°22′13.5″E / 23.526833°N 120.370417°E
中洋村是臺灣嘉義縣新港鄉轄下的行政區。面積5.5031平方公里，行政區包含11鄰，轄區人口有1,240人，原為具有農業特色的聚落，1986年由台塑企業集團進駐，成立中洋子工業區，使中洋村成為工業重鎮。

## 地理
位於嘉義縣新港鄉東南邊，東臨三間村、西接月眉村、南隔牛稠溪與太保市對望、北連大潭村。
中洋村早期北邊有咬狗竹圳貫穿，後於日治時期獲得嘉南大圳及中興圳灌溉之便，村落以務農為主，村內有中洋仔庄、後厝仔庄及內六斗三個聚落：
- 中洋仔庄：地名來源不詳，由於俗稱水田區為田洋，而此地在清代原係中洋仔圳的灌溉區，故可能因建居於一處方位居中的水田區而得名[1]。
- 後厝仔庄：位於中洋仔的東方，昔日附近最熱鬧的村莊為內六斗，故可能因位在內六斗的後方（北方）而得名[1]。

- 內六斗庄（位於工業區內）： 緊傍牛稠溪昔時相當繁榮，已有鎮市雛型。後因瘟疫問題已廢除[1]。

## 聚落歷史
中洋村與三間村於1920年（新巷時期）隸屬嘉義辦務署牛稠溪堡第九區，其開墾方式為「施侯租」。
內六斗庄後因鼠疫蔓延，人畜大量死亡，居民被迫遷移至中洋仔、後厝仔、三間厝，日人為防止瘟疫擴散，禁止進出並放火燒毀全庄，「六斗仔」從此消失。
中洋仔庄早年有一條排水溝將其分為頂莊與下莊，兩莊各有一武術館（武鴻館、龍豪堂），因彼此較勁而使兩莊互有心結，直到台灣光復後，兩庄的心結在入贅下莊卻住在頂莊的村長黃添壽已化解，中間分界的排水溝也已廢除。
臺塑關係企業新港廠（中洋工業區）：於1987年由台塑公司、南亞公司、台化公司、必成公司及台灣營德共同投資進駐設廠。

## 教育
月眉國小中洋分校由當時的村長黃添壽先生積極爭取，於1957年2月1日創立，創立初始於民宅上課直至1959年始有專用教室。於95學年度曾裁撤中洋分校，降為中洋分班，後因學生數逐年減少，自2010年8月1日正式裁併。
2012年新港文教基金會借用此場地成為「相信工程─社區關懷計畫」團體輔導課據點，校舍走廊外的廢棄花圃，現成為孩子們的菜園。

## 文化資源/文化資產
- 北極玄天宮：位於中洋子100號，創立於1969年。主祀玄天上帝，是中洋村民的信仰中心。早期因聚落意見不一，遲遲無法立廟，遂將玄天上帝寄祀在爐主家中，每年農曆3月3日才在集會所供人膜拜。後組成建廟委員會，玄天宮興建完成不久後，成立財團法人，為新港鄉第一個寺廟財團法人[7]。
- 六村盟萬仁公廟：位於中洋村中工段203地號，創立於1926年，主祀陰神[7]。

## 景點
- 「從城市到鄉村」：此為描述社區願景的大型壁畫，為三間村畫家蕭炳煌先生之作品，在壁畫正中間有滿臉歲月痕跡的老翁、老婦，是為中洋村村民的象徵。
- 「喜羊洋」：中洋社區入口意象的公共建築[8]。
- 「小公園」：位於村內福德廟旁，有大片草皮及兒童運動器材，為中洋村第一個社區綠美化營造點[8]。
- 「166縣道」：將耕耘機汰換下來的舊履，塗上鮮艷的色彩後，作為花台。曾被媒體形容為「嘉義縣環保局廢棄物回收再利用的最佳典範」[8]。
- 「寬綠畜牧場(又名花園牧場)」：沿五分車鐵道建構自然環境與畜牧業結合之牛車亭步道綠廊，為居民熱愛的散步景點[8]。創立於1983年，占地面積0.6367公頃，以生產生鮮牛乳為主，牛隻頭數約230頭。牧場經營著重在提昇生乳品質，並期望未來朝向休閒農場發展[9]。
- 「新港自行車道」：由舊台糖鐵道轉型而成的自行車道，從新港鄉的市中心開始，途經菜公村、中洋村，最後抵達三間村[10]。

## 知名人物
- 黃添壽：曾任村長，爭取月眉國小中洋分校創立[2]、化解村庄心結[3]。

## 外部連結
- 新港文教基金會官方網站（页面存档备份，存于）